# Miheljak
Miheljak je priimek več znanih Slovencev:
- Martin Miheljak, prvi slovenski notar v Celju; ded Alme Karlin
- Vlado Miheljak (*1954), socialni psiholog, univ. prof. in politični publicist/kolumnist